# Guadalupe Pineda

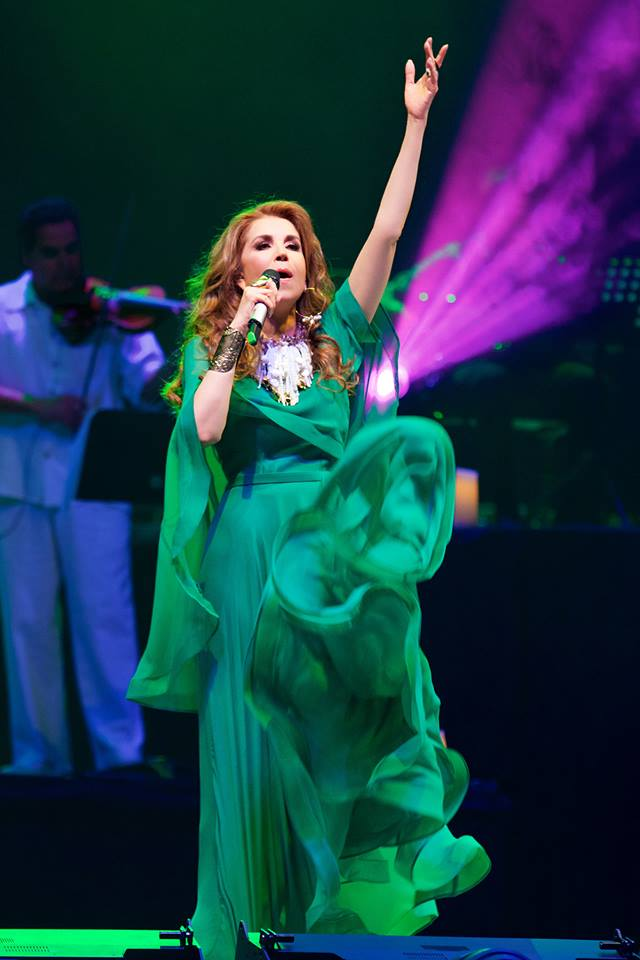
Guadalupe Pineda

Guadalupe Pineda (* 23. Februar 1955 in Guadalajara) ist eine mexikanische Sängerin.

## Leben
Pineda trat während ihres Soziologiestudiums an der Nationalen Autonomen Universität von Mexiko (UNAM) als Sängerin in Clubs und Cafés auf. Sie gründete in dieser Zeit zwei Gruppen: La propuesta und Sanampay und begann eine Laufbahn als Solosängerin. 1984 gelang ihr der Durchbruch mit der Aufnahme von Yolanda (Te amo).
Sie hatte dann Auftritte an großen mexikanischen Häusern wie dem Teatro de Bellas Artes, La Sala Nezahualcóyotl, dem Auditorio Nacional, dem Teatro de la Ciudad de México, dem Teatro Degollado und dem Teatro Juárez. Ihr Repertoire reicht vom Bolero und Tango über Balladen und Ranchera bis hin zum klassischen Lied und der Oper. Unter anderem sang sie Kompositionen von José Alfredo Jiménez, Agustín Lara, Violeta Parra, Pablo Milanés, Carlos Gardel, Edith Piaf, Charles Aznavour, Johannes Brahms und Franz Schubert.
Pineda unternahm Konzertreisen durch  die USA, Irland, Spanien, Frankreich, Italien, Puerto Rico, Venezuela, Argentinien und Kolumbien und stand mit Musikern wie Mireille Mathieu, Linda Ronstadt, Pablo Milanés, Rocío Dúrcal, Fernando de la Mora, Antonio Aguilar und Armando Manzanero auf der Bühne.
2006 folgte sie einer Einladung von Mercedes Sosa an der Teatro Colón, 2009 trat sie in der Kathedrale Notre-Dame de Paris auf. Bis 2015 nahm sie 29 Alben auf, die letzten bei ihrem eigenen Label inter-sound.